# Владиславлев, Михаил Иванович
Михаи́л Ива́нович Владисла́влев (9 [21] ноября 1840, Старая Русса — 24 апреля [6 мая] 1890) — русский философ

, профессор, декан историко-филологического факультета и ректор Императорского Санкт-Петербургского университета.

## Биография
Уроженец Новгородской губернии, сын сельского священника. По окончании в 1859 году новгородской семинарии, учился в Санкт-Петербургской духовной академии, в которой пробыл всего два года; в академии случилось столкновение преподавателя греческой словесности со студентами, вследствие которого Владиславлев, в числе других, был исключён и отправлен на родину. Тем не менее, когда в 1862 году Министерство народного просвещения, озабоченное приготовлением лиц, способных занять вновь открываемые в университетах кафедры философии, обратилось к духовным академиям с просьбой дать соответствующие рекомендации, петербургская духовная академия указала на Владиславлева. Посланный на три года за границу, вместе с М. М. Троицким и С. П. Автократовым, он слушал лекции Куно Фишера, Ноака и в особенности Лотце.
Защитив в 1866 году магистерскую диссертацию «Современные направления в науке о душе» (это была первая в России диссертация по научной психологии), Владиславлев был избран штатным доцентом философии в Санкт-Петербургском университете (где уже преподавал с 1864 года Ф. Ф. Сидонский) и вслед за тем занял кафедру философии в историко-филологическом институте. Сверх того, он несколько лет (в 1870-х гг.) преподавал ту же науку на Высших женских курсах. В 1868 году Владиславлев получил степень доктора философии за диссертацию «Философия Плотина, основателя новоплатоновской школы» и был избран экстраординарным профессором.
В 1879 году он получил звание сверхштатного ординарного профессора; с 1885 года был деканом историко-филологического факультета, в 1887 был назначен ректором Санкт-Петербургского университета.
В течение своей 24-летней профессорской деятельности Владиславлев читал лекции по логике, психологии, истории философии, метафизике, этике и философии духа. В специальных курсах он разбирал метафизику Аристотеля, «Критику чистого разума» Канта, Микрокосм Лотце. Книга его о Плотине представляет собой первую самостоятельную русскую работу по истории философии. Как философ, Владиславлев нападал на материалистические тенденции; как педагог, он стоял за классическую систему образования. Литературная его деятельность началась с 1861 года, когда он стал помещать в «Времени» критические и библиографические статьи; позднее он сотрудничал в «Эпохе», в «Отечественных Записках» (1865—1866) и в «Журнале Министерства народного просвещения». Из критических статей Владиславлева упомянем разбор сочинения профессора Троицкого: «Немецкая психология в текущем столетии» (в «Журнале Министерства Народного Просвещения», 1867).
Кроме указанных работ, перевёл «Критику чистого разума» Канта (СПб., 1867) и составил «Логику» (1872, 2-е издание 1881; в своё время это был лучший учебник логики, а историческая часть этого сочинения до начала XX века оставалась единственной попыткой на русском языке представить историю логики) и «Психологию» (СПб.: тип. В. Безобразова и комп., 1881; Т. 1. — 610 с. и Т. 2. — 564 с.; третий том он не успел обработать).
Логику Владиславлев определял как науку об основных способах или правилах мышления как умственной деятельности, сравнивающей, сочетающей и новообразующей. Законы тождества, противоречия и исключённого третьего считал непреложными принципами логического мышления. Что касается закона достаточного основания, то его Владиславлев не считал законом мысли, полагая, что она может быть корректной и не удовлетворяя этому закону.
Как идеалист Владиславлев исходил из того, что идея предшествует бытию и конструируется воображением конечного существа или «творческим мышлением божиим».
Понятие же определялось им как мысль об идее предмета. Он подверг критике как недостаточное (слишком укзкое) кантовское определение суждения как отношения между понятиями, полагая, что в суждении речь может идти и об отношениях между реальными предметами.
Интерес представляют его взгляды на умозаключение, в частности, на индукцию и дедукцию. Владиславлев, опираясь, в основном, на труды Прантля, написал краткий очерк истории логики от Аристотеля до индуктивной логики XIX века. Особенно он ценил сочинения Бэкона.
В числе его учеников — А. И. Введенский, Н. Я. Грот, Н. Н. Ланге.
В конце 1880-х годов отечественная журналистика много говорила о психологической теории Владиславлева, пытавшегося установить две «гаммы» чувствований: положительную — разные степени уважения, удивления, величия, и отрицательную — разные степени пренебрежения и презрения. Мерилом чувствования принималось, между прочим, отношение материальных средств данного лица к стоящим выше и ниже его на лестнице благосостояния: предполагалось, что пропорционально богатству объекта растут положительные чувствования субъекта, и наоборот. Защиту Владиславлева и объяснение в благоприятном для него смысле вышеприведенной теории принял на себя ученик его, профессор А. И. Введенский («Научная деятельность Михаила Ивановича Владиславлева», в «Журнале Министерства Народного Просвещения», 1890, июнь, и отдельно).
Был женат на Марии Михайловне Достоевской (1844—1888), племяннице Фёдора Михайловича Достоевского, дочери его брата Михаила.
В феврале 1890 года временно, по болезни, сдал должность ректора, поехал в Москву для консультации с выдающимися врачами, потом вернулся в Петербург, где и скончался. На докладной записке Министра народного просвещения о кончине Михаила Ивановича Владиславлева Император Александр III написал «Очень сожалею».
Умер 24 апреля (6 мая) 1890 года и был похоронен в Санкт-Петербурге на Новодевичьем кладбище.